# Red Star Line Museum

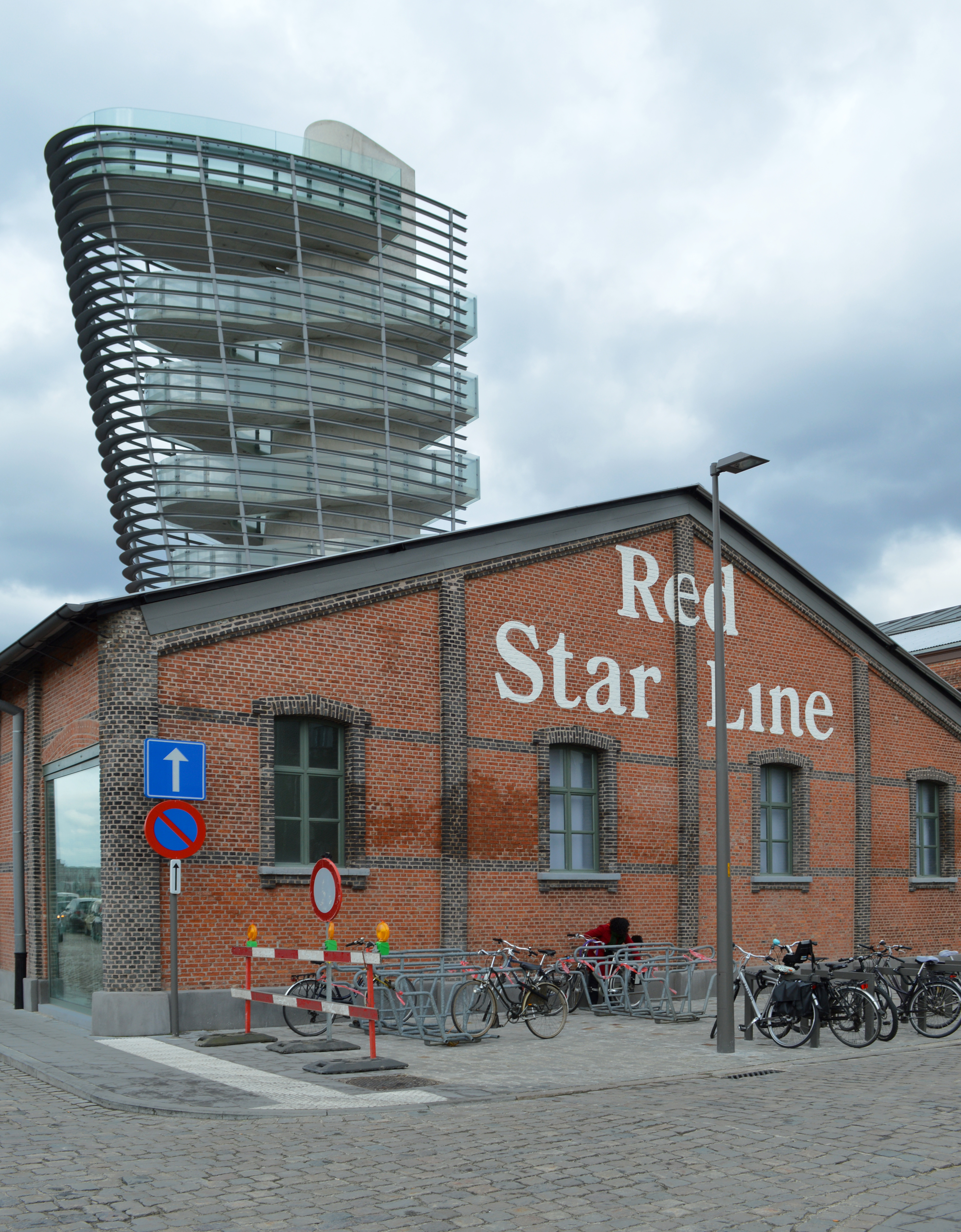
Het Red Star Line Museum.

Het Red Star Line Museum is een museum in Antwerpen over de geschiedenis van de Red Star Line, dat op 28 september 2013 werd geopend.

## Tentoonstelling

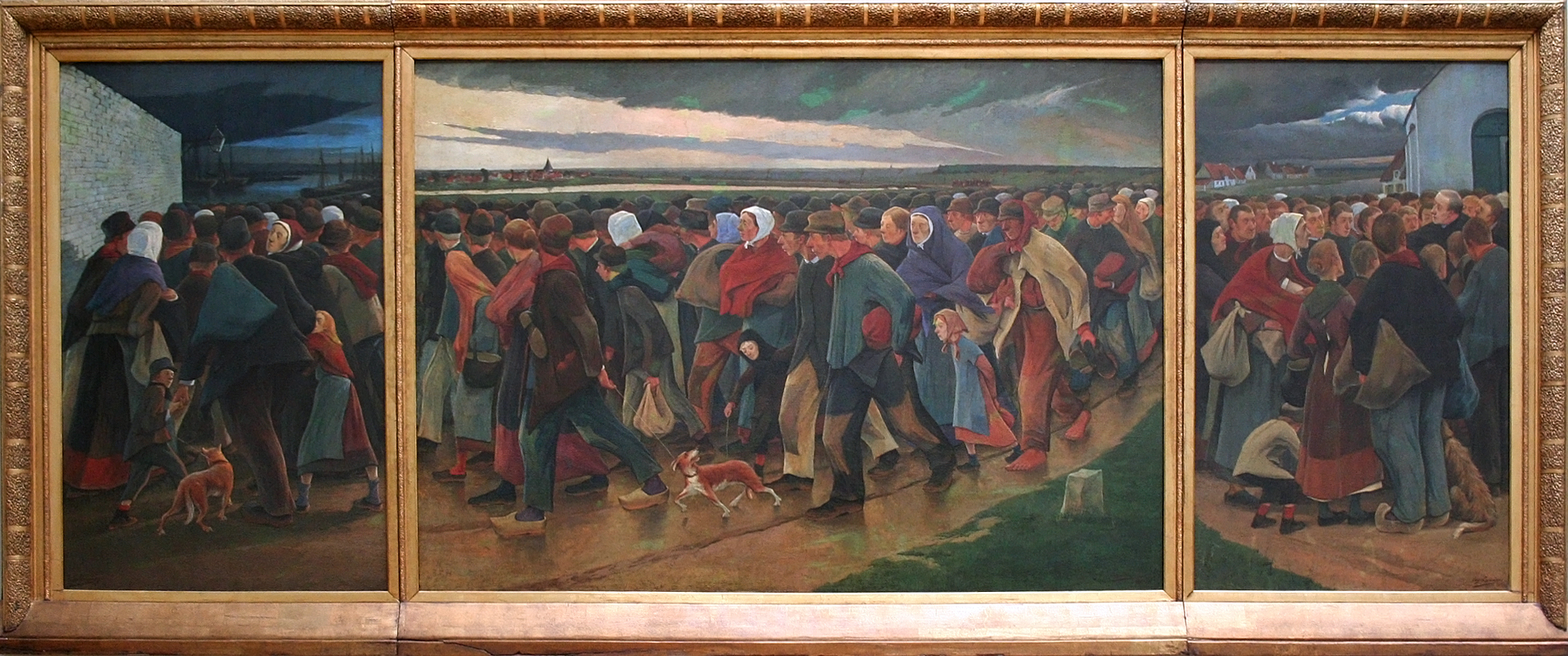
De landverhuizers van Eugène Laermans

Het Red Star Line Museum is opgebouwd uit verhalen van mensen die met de schepen van de rederij naar Amerika of Canada zijn gereisd. Centraal staan zes getuigen, onder wie Albert Einstein en Irving Berlin. De hoofdtentoonstelling voert de bezoeker langs de verscheidene reisetappes vanaf het reisbureau in Warschau tot het nieuwe leven in de Verenigde Staten. Het doel is om een indruk te geven van de zware tocht die een Europese landverhuizer moest afleggen om een betere toekomst tegemoet te kunnen gaan. Het laatste deel van de tentoonstelling verbindt het verleden met het heden om aan te tonen dat migratie een universeel en tijdloos gegeven is.
Om een beter beeld te geven bij alle verhalen die het Red Star Line Museum heeft verzameld, bevat de collectie verschillende persoonlijke stukken zoals foto’s en documenten, maar ook objecten van de families. Die spullen hebben afstammelingen van de passagiers aan het museum geschonken.
Verschillende instellingen en andere musea hebben werken uitgeleend. Zo stelde het Koninklijk Museum voor Schone Kunsten De landverhuizers van Eugène Laermans beschikbaar. De familie van Irving Berlin gaf het Red Star Line Museum een transponeerpiano in lange bruikleen. De componist was als vijfjarige jongen een migrant op de Rijnland, een van de Red Star Lineschepen.
De belangrijkste schenker aan het museum is de vereniging zonder winstoogmerk (vzw) De Vrienden van de Red Star Line. Deze vereniging verwierf de collectie van Robert Vervoort. Deze oud-havenarbeider verzamelde na zijn pensioen meer dan vijfduizend voorwerpen van Red Star Line, waaronder de oprichtingsakte van Sanba (Société Anonyme de Navigation Belge-Américaine), de rederij die Red Star Line als commerciële naam gebruikte.

## Gebouwen
Het Red Star Line Museum is gevestigd in de historische paviljoens die sinds 2001 als monument erkend zijn. Vier jaar later kocht de stad Antwerpen de loodsen om er een Red Star Line Memoriaal in te richten. Uiteindelijk heeft de restauratie als doel om er een museum van te maken. Het Amerikaanse architectenbureau Beyer, Blinder Belle Architects & Planners LLP, dat eveneens het ontwerp maakte voor het museum op Ellis Island, tekende een plan uit om de gebouwen in hun eer te herstellen. Zij baseerden zich daarvoor op de staat van de loodsen in 1921. Als belangrijk nieuw element voegden zij een toren toe in de vorm van een scheepsschoorsteen. Die vormt een verband met het water en biedt uitzicht over Antwerpen en de haven.